# Шпаликова, Дарья Геннадьевна
Да́рья Генна́дьевна Шпа́ликова (род. 19 марта 1963, Москва) — советская киноактриса.

## Биография
Родилась в Москве 19 марта 1963 года. Родители — актриса Инна Гулая (1940—1990) и киносценарист Геннадий Шпаликов (1937—1974).
Окончила актёрский факультет ВГИКа (мастерская С. Бондарчука). Дебютировала в кино в 1986 году вместе с Вадимом Любшиным главной ролью в фильме Светланы Проскуриной «Детская площадка». Далее снималась у Михаила Пташука, Михаила Швейцера, Виктора Турова, Александра Сокурова, Александра Бурцева.
Писала стихи.
Сложные отношения с матерью и уход той из жизни (в 1990 году от принятия слишком большой дозы снотворного) отразились на психическом здоровье Дарьи. Некоторое время после этого она провела в Новоголутвинском монастыре. По возвращении из монастыря хотела вернуться в профессию, но из Театра-студии киноактёра в начале 1990-х её уволили по сокращению штатов. Хлопотать о восстановлении сил не было.
Приблизительно с 2005 года проходила лечение в различных больницах, а став жертвой квартирных аферистов, примерно с 2010 года жила в Научном центре психического здоровья на Каширском шоссе. Журналисты центральных каналов и периодических изданий неоднократно привлекали внимание к её судьбе. Затем добровольно переселилась в специнтернат, чтобы не быть одинокой.

## Фильмография

### Роли в кино
- 1986 — Детская площадка — Жанна (главная роль)
- 1986 — Знак беды — Анюта Ладимирова
- 1987 — Крейцерова соната — кокотка
- 1988 — Красный цвет папоротника (Переправа) — Таня Синицына
- 1989 — Посещение
- 1989 — Спаси и сохрани
- 1990 — Город — Клава, жена провожающего

### Озвучивание
- 1986 — Круговорот — Саломе (роль Саломе Алекси-Месхишвили)